# Henry Vahl
Henry Vahl (Stralsund, 26 oktober 1897 - Hamburg, 21 juli 1977) was een Duitse acteur.

## Jeugd en opleiding
Henry Vahl werd geboren als oudste van vier kinderen van de zeeman Franz Vahl. Zijn broer was de acteur Bruno Vahl-Berg, zijn zus Lissy was de moeder van acteur Edgar Bessen. Reeds als kind stond Vahl in zijn geboortestad in meerdere rollen op de planken. Toen de viskotter van zijn vader in 1905 werd vernield door een stormvloed, verhuisde de familie het jaar daarna naar Kiel. Na beëindiging van een drukkersopleiding werkte hij in een zuivelbedrijf en als liftboy in het Hansahotel, waar de directeur van het Kieler Stadttheater hem opmerkte en hem een contract aanbood. In 1916 speelde hij zijn eerste rol in het stuk Peterchens Mondfahrt. Sinds 1915 werkte hij ook bij de Howaldtswerf om onder de krijgsdienst uit te komen.

## Carrière
In 1918 ging Vahl naar het Lübecker Hansatheater. In 1926 ging hij als acteur en regisseur naar Bernburg an der Saale, maar het theater aldaar werd reeds in 1929 gesloten, waarna hij naar Berlijn verhuisde en na enkele kleinere rollen bij Max Reinhardt en optredens als figurant bij het Duitse Theater door Heinz Hilpert gecontracteerd werd. 
In 1950 ging het echtpaar Vahl naar Hamburg, waar Vahl optrad in het Flora-Theater en het Theater im Zimmer van Helmuth Gmelin, maar ook in het Jungem Theater van Friedrich Schütters (tegenwoordig het Ernst-Deutsch-Theater), waar hij de rol speelde van de oude landarbeider Candy in een toneelbewerking van de roman Von Mäusen und Menschen. In maart 1958 speelde in het Ohnsorg-Theater het stuk Meister Anecker van August Lähn, maar de acteur Otto Lüthje, die de rol moest spelen van de schoenmakersleerling Matten, werd kort voor de première ziek, waardoor Vahl als vervanger werd gevraagd, waarna hij een vaste kracht werd. In de daaropvolgende jaren acteerde hij in meer dan 100 rollen, vaak samen met Heidi Kabel. Zeer belangrijk waren de hoofdrollen in Schneider Nörig en Vater Phillip, als Ewald Brummer in Tratsch im Treppenhaus en als Mandus Sötje in Mien Mann, de fohrt to See.
De rol van de oude, excentrieke en sterk naar alcohol neigende Matten werd met zekerheid zijn paraderol en werd dankzij de tv-uitzending in november 1965 een doorslaand succes, waardoor het Ohnsorg Theater werd overstelp met telefoontjes, gelukwenstelegrammen en bloemen. Door de tv-uitzendingen van theatervoorstellingen door de (NDR) en gastoptredens werd Henry Vahl landelijk zeer populair en een publiekslieveling. In 1967 werd hij onderscheiden met het Bronzen Beeldscherm. Van 1962 tot in de jaren 1970 trad hij regelmatig op in de populaire NDR-amusementsshow Haifischbar. Een groot tv-succes werd de tweedelige tv-krimi Die rote Geldbörse (1966), waarin Vahl een hoofdrol speelde.
In 1972 verliet Henry Vahl het Ohnsorg Theater. Officieel ging hij weg wegens ouderdomsredenen, maar inofficieel zou hij een meningsverschil hebben gehad met de intendant Günther Siegmund, de opvolger van de overleden Hans Mahler. Siegmund wilde het ensemble verjongen en Henry Vahl buiten spel zetten na de periode 1969/1970. Mahler had hem beloofd nog eenmaal het stuk Meister Anecker te mogen spelen, om afscheid te nemen van het toneel, maar Siegmund voelde daarvoor geen verplichting.
Alhoewel hij zijn teksten steeds slechter kon onthouden, begon hij in 1973 op te treden bij het St. Pauli Theater van Kurt Collien, waar hij nog 43 maal in Meister Anecker en vanaf 1974 nog 168 maal als Zitronenjette op het podium stond.

## Privéleven en overlijden
In 1918 leerde hij Germaine Koch kennen bij het Hansatheater in Lübeck. Hij verloofde zich met haar en verhuisde in 1920 met haar naar Braunschweig, waar ze op 31 januari 1925 in het huwelijksbootje stapten. 
In 1940 kreeg hij samen met zijn vrouw een verbintenis in Karlsbad, waar hij in november 1941 zijn 25-jarig toneeljubileum vierde. Echter in dezelfde maand werd de werkvergunning van zijn vrouw, die half joods was, ingetrokken. Ze moest onderduiken en verstopte zich tot het einde van de oorlog in een tuinhuis in Ratzeburg. Vahl was niet op de hoogte van haar verblijfplaats, maar hield wel contact met haar via haar moeder. Tijdens een verhoor door de Gestapo gaf hij ze als vermist op. In 1943 werd hij opgeroepen voor de militaire dienstplicht bij de troepenverzorging aan het oostfront. Na de oorlog verhuisde hij samen met zijn vrouw naar Berlijn.
In 1975 overleed zijn vrouw en in februari 1976 kreeg hij een infarct, waarvan hij niet meer herstelde. Hij overleed op 21 juli 1977 in de leeftijd van 79 jaar in Hamburg aan de gevolgen van een bloedsomloopstoornis. Hij werd bijgezet naast zijn broer Bruno op het kerkhof in Ohlsdorf.

## Onderscheidingen
In de nabijheid van zijn woning in het district Eimsbüttel werd een park naar Henry Vahl genoemd, het Henry Vahl-park. In 2014 werd in het stadsdeel Gaarden (Kiel) het plein voor het huis, waar Vahl woonde van 1912 tot 1919, als Henry-Vahl-plein gedoopt.

## Toneelstukken
- Meister Anecker, 1958 met Karl-Heinz Kreienbaum, Christa Wehling, Heiner Kollhoff, Ilse Seemann
- Opa wird verkauft, 1961 van Günther Siegmund met Heinz Lanker, Karl-Heinz Kreienbaum, Christa Wehling
- Vater Philipp, 1963 van Hans Mahler met Heidi Kabel, Gisela Wessel, Edgar Bessen, Heinz Lanker
- Meister Anecker, 1965 met Jochen Schenck, Christa Wehling, Heini Kaufeld, Gisela Wessel
- Tratsch im Treppenhaus, 1962 und 1966 van Hans Mahler met Erna Raupach-Petersen, Heidi Kabel, Ernst Grabbe
- Kein Auskommen met dem Einkommen, 1966 van Heini Kaufeld met Otto Lüthje, Heidi Kabel, Edgar Bessen, Heidi Mahler
- Die Kartenlegerin, 1968 van Hans Mahler met Heidi Kabel, Willy Millowitsch, Erna Raupach-Petersen
- Verteufelte Zeiten, 1968 van Hans Mahler met Heidi Mahler, Heidi Kabel, Edgar Bessen, Gisela Wessel
- Schneider Nörig, 1969 van Hans Mahler met Werner Riepel, Heidi Kabel, Hilde Sicks, Heidi Mahler
- Der Bürgermeisterstuhl, 1969 van Hans Mahler met Erna Raupach-Petersen, Anni Hartmann, Christa Wehling
- Mensch sein muß der Mensch, 1970 met Werner Riepel, Edgar Bessen, Heini Kaufeld
- Der möblierte Herr, 1971 van Günther Siegmund met Jürgen Pooch, Helga Feddersen, Heidi Kabel, Werner Riepel
- Mein Mann der fährt zur See, 1971 van Günther Siegmund met Christa Wehling, Werner Riepel, Heidi Kabel, Hilde Sicks
- Zitronenjette, in het Hamburgse St. Pauli Theater, van 1973 tot 1975

## Filmen
- 1950: Der Rat der Götter
- 1956: Schiff ohne Hafen
- 1958: Herz ohne Gnade
- 1958: Der Maulkorb
- 1959: Der Engel, der seine Harfe versetzte
- 1959: Ein Mann geht durch die Wand
- 1960: Lampenfieber
- 1960: Pension Schöller
- 1961: Unser Haus in Kamerun
- 1962: Schneewittchen und die sieben Gaukler
- 1963: Stahlnetz: Das Haus an der Stör
- 1963: Aufenthalt in Puttgarden (korte dokumentaire film)
- 1965: Ulrich und Ulrike (tv-serie)
- 1966: Die rote Geldbörse (tweedelige tv-krimi)
- 1967: Polizeifunk ruft: Alarm im Moor
- 1967: Landarzt Dr. Brock
- 1968: Otto und die nackte Welle
- 1971: Unser Willi ist der Beste
- 1971: Wir hau'n den Hauswirt in die Pfanne
- 1972: Die lustigen Vier von der Tankstelle
- 1972: Und der Regen verwischt jede Spur
- 1972: Grün ist die Heide
- 1974: Frühling auf Immenhof

## Hoorspelen
- 1957: De Möllner Gerechtigkeit – Regie: Hans Tügel
- 1958: Die sieben Tage der Anna Pauly – Regie: Wolfgang Schwade
- 1958: De Doden sünd dod – Regie: Hans Tügel
- 1958: Kattengold (naar Johann Hinrich Fehrs) – Regie: Hans Tügel
- 1958: Merkur über Hamburg – Regie: Hans Tügel
- 1958: Hamborg sien Uhlenspeegel – Regie: Günter Jansen
- 1958: Recht mutt Recht blieven – Regie: Hans Tügel
- 1958: De Daag ward kötter – Regie: Günter Jansen
- 1958: De stahlen Pastor – Regie: Walter Bäumer
- 1959: Dat Licht – Regie: Hans Tügel
- 1959: Abelke Bleken, de Hex vun Ossenwarder – Regie: Hans Tügel
- 1959: Vun den Padd af – Regie: Hans Tügel
- 1959: Ward verschaben! – Regie: Ivo Braak
- 1959: Spök in'n Dörpen – Regie: Otto Lüthje
- 1959: Gott sien Speelmann (naar Otto Tenne) – Regie: Hans Tügel
- 1959: Mudder Elend und ehr Beerbohm – Regie: Hans Tügel
- 1959: De Börgermeister vun Lütten-Bramdörp – Regie: Hans Mahler
- 1960: An'e Eck von de Melkstroot – Regie: Rudolf Beiswanger
- 1960: Up eegen Fust – Auteur en regie: Hans Mahler
- 1960: De Negenhunnertjahrfier (van Konrad Hansen) – Regie: Hans Robert Helms
- 1960: Bott för de Doden (naar Hein Bredendiek)  – Regie: Hans Tügel
- 1960: Gericht in Potenza – Regie: Gustav Burmester
- 1960: De verloren Söhn – Regie: Hans Tügel
- 1961: Bericht über Apfelbäume – Regie: Gustav Burmester
- 1961: Bericht von Apfelbäumen – Regie: Gustav Burmester
- 1961: Besök in de Vergangenheit – Regie: Otto Lüthje
- 1961: Marschmusik för't Leben – Regie: Hans Tügel
- 1961: Eli (naar Nelly Sachs) – Regie: Heinz von Cramer
- 1962: Ein Leben mit Tieren: Carl Hagenbeck (1) – Regie: Wolfram Rosemann
- 1962: Kaspar Ohm un ick – Regie: Bernd Wiegmann
- 1962: De Dochter (naar Gisela Schlüter) – Regie: Günther Siegmund
- 1962: Nich dat Geld alleen – Regie: Friedrich Schütter
- 1963: De Püjazz (naar Günther Siegmund) – Regie: Hans Mahler
- 1963: Der dreieckige Traum (2e avond) – Regie: Kraft-Alexander zu Hohenlohe-Oehringen
- 1963: Das Obdach – Regie: Fritz Schröder-Jahn
- 1963: Mitgift ut Kalkutta – Regie: Bernd Wiegmann
- 1963: Zwischenlandung – Regie: Fritz Schröder-Jahn
- 1963: Spöök vun güstern (naar Hein Bredendiek) – Regie: Hans Tügel
- 1963: De Soot – Regie: Friedrich Schütter
- 1963: Appels in Navers Gaarn (naar Walter A. Kreye) – Regie: Ivo Braak
- 1963: Plaat hett dat dahn! – Regie: Hans Robert Helms
- 1963: Diederk schall freen (naar August Hinrichs) – Regie: Bernd Wiegmann
- 1964: Fragen Sie den Kapitän – Regie: Wolfgang Harprecht
- 1964: Dat Arvdeel – Regie: Otto Lüthje
- 1964: Der erkältete Amtsschimmel – Regie: Jo Hanns Müller
- 1965: Een leegen Hannel – Regie: Hans Tügel
- 1966: Duppelte Räken – Regie: Heini Kaufeld
- 1966: De swarte Hahn – Regie: Curt Timm
- 1966: Dat Sympathiemiddel – Regie: Curt Timm
- 1969: Der graue Wolf – Regie: Otto Kurth

- Gemeinsame Normdatei: 118625802
- International Standard Name Identifier: 0000 0000 1045 6811
- Library of Congress Control Number: no2013040031
- MusicBrainz: 61b65d76-50c4-4583-ae49-326063dbf68b
- Virtual International Authority File: 64800472
- WorldCat: E39PBJyxpTwdyYm3cJKDkvdfbd